# Brednäbbad motmot
Brednäbbad motmot (Electron platyrhynchum) är en fågel i familjen motmoter inom ordningen praktfåglar.

## Utseende och läte
Brednäbbad motmot är en medelstor fågel med lång stjärt. Den är rostorange på huvud och bröst, med en svart ansiktsmask och en svart fläck på bröstet. Ryggen är grön, liksom buken. Brednäbbad motmot är mest lik den större arten rödbrun motmot, men skiljer sig förutom i storlek på grönaktig haka. Lätet är ett grodlikt ljud som i engelsk litteratur återges "aww".

## Utbredning och systematik
Brednäbbad motmot delas in i sex underarter som placeras i två polytypiska underartsgrupper:
- platyrhynchum-gruppen ("brednäbbad")
  - Electron platyrhynchum minus – förekommer från östra Honduras till nedre Valle del Cauca i norra Colombia.
  - Electron platyrhynchum platyrhynchum – förekommer i västra Colombia och västra Ecuador
  - Electron platyrhynchum colombianum – förekommer på fuktigt lågland norr om Anderna i norra Colombia.
- pyrrholaemum-gruppen ("smalstjärtad")
  - Electron platyrhynchum pyrrholaemum – förekommer från östra Colombia till östra Ecuador, östra Peru och norra Bolivia.
  - Electron platyrhynchum orienticola – förekommer i Rio Purus-regionen i västra Brasilien.
  - Electron platyrhynchum chlorophrys – förekommer i regionerna Mato Grosso, Pará och Goiás i Brasilien.

## Levnadssätt
Brednäbbad motmot hittas inne i skog, vanligen nedanför trädtaket. Där kan den ses sitta helt orörlig under långa stundet. Den påträffas ofta enstaka eller i par.

## Status och hot
Arten har ett stort utbredningsområde, men tros minska i antal, dock inte tillräckligt kraftigt för att den ska betraktas som hotad. Internationella naturvårdsunionen IUCN listar arten som livskraftig (LC). Beståndet uppskattas till i storleksordningen en halv till fem miljoner vuxna individer.

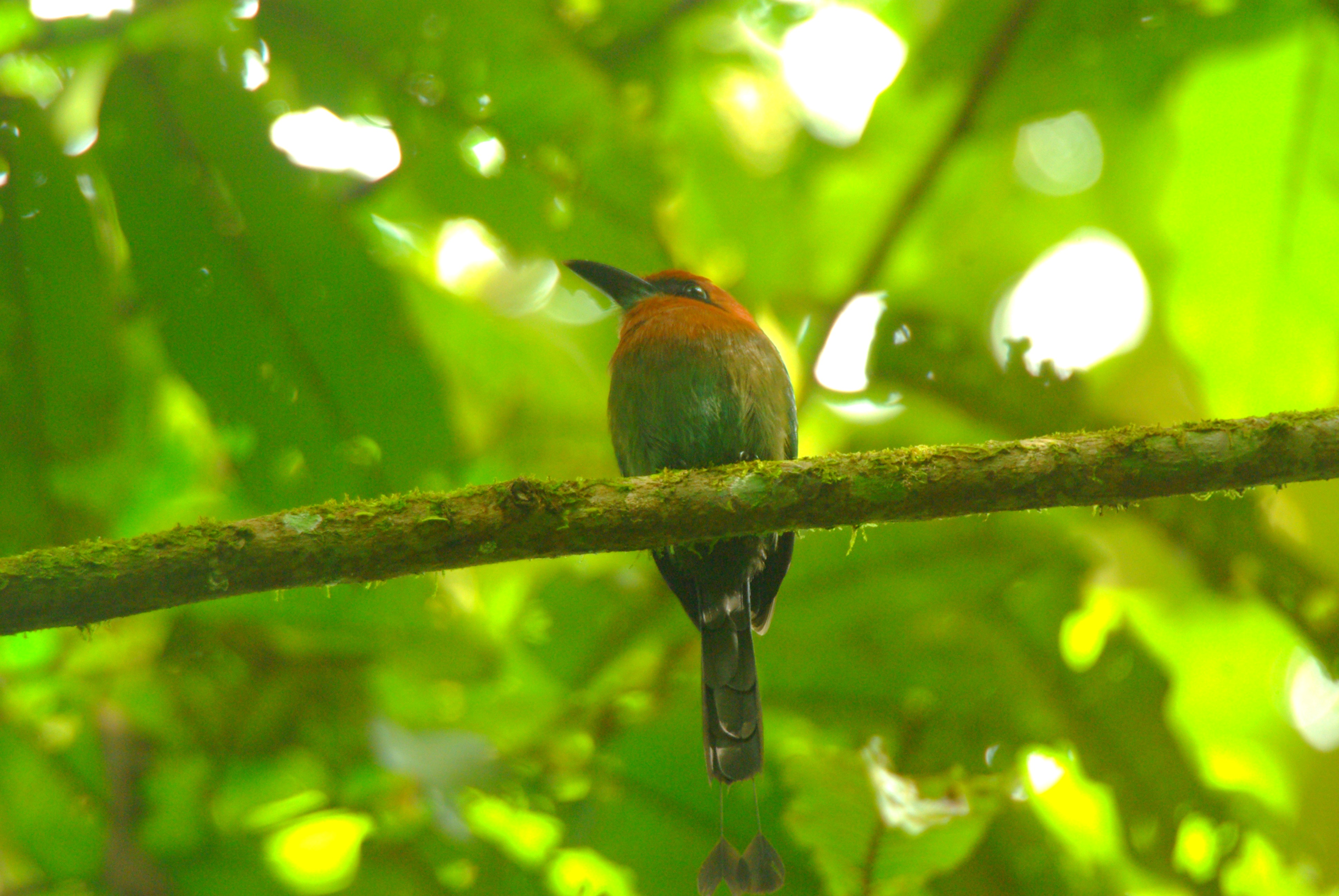
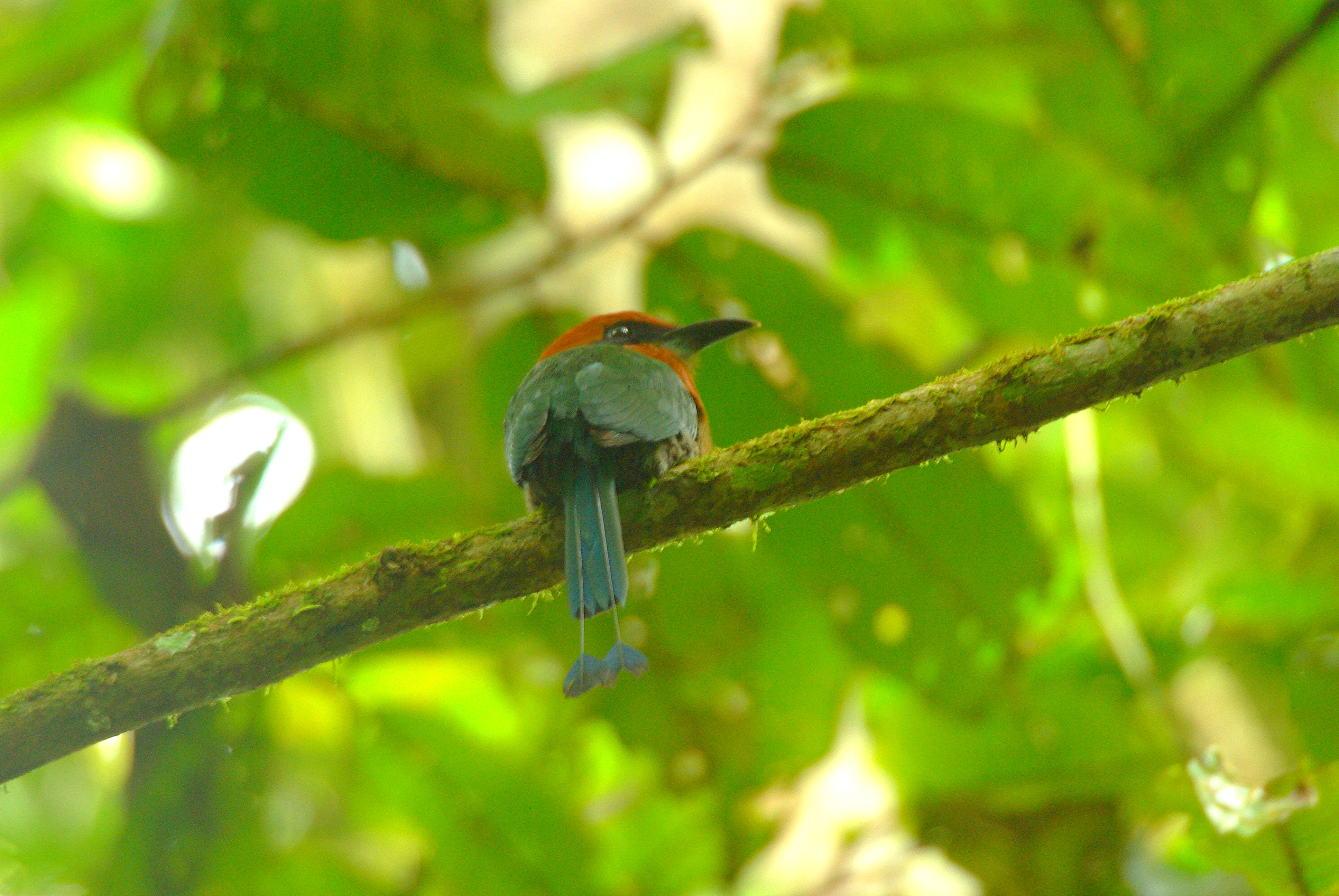